# Orogenia tacónica

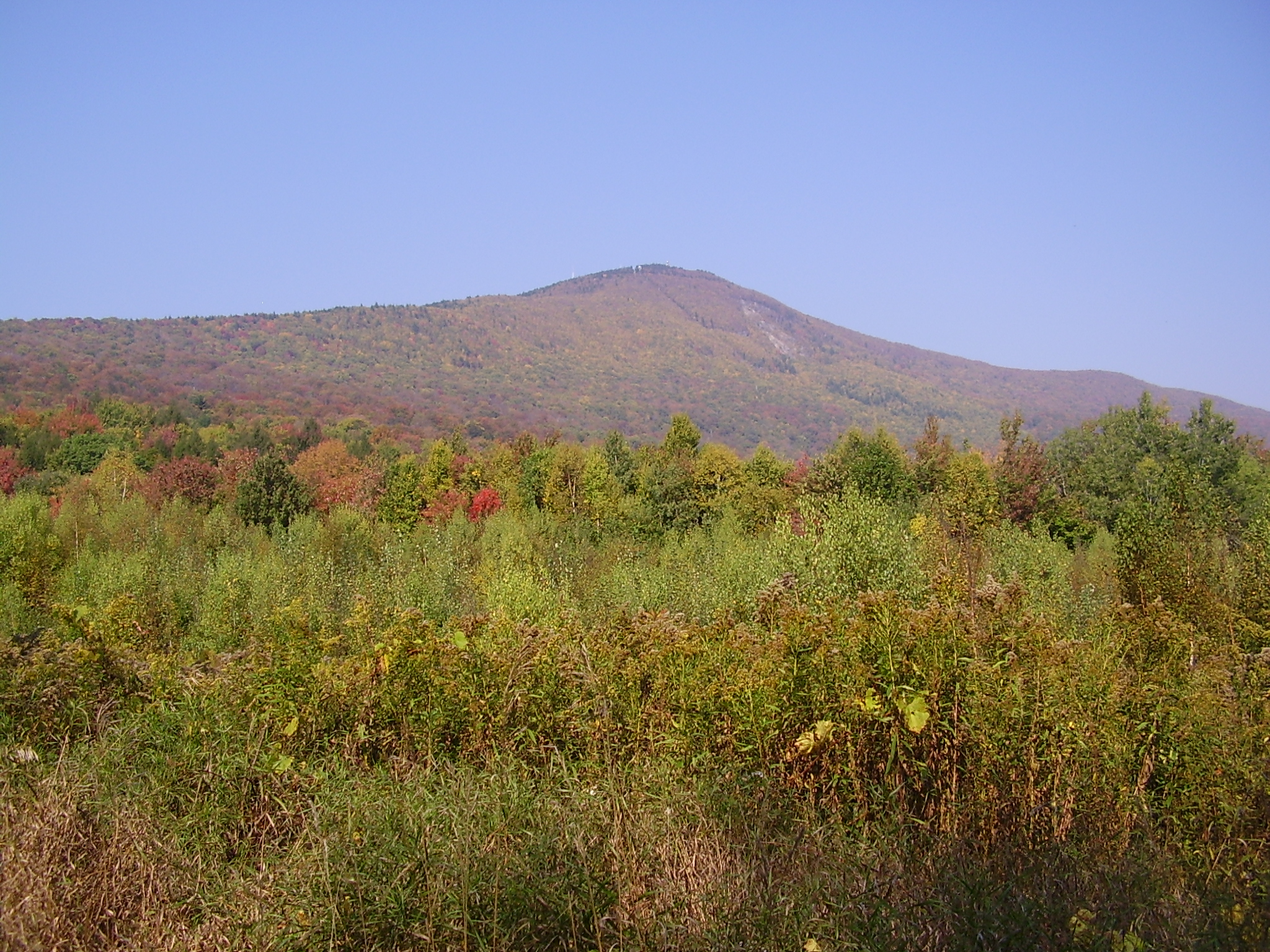
Monte Greylock en las Montañas Tacónicas.

Se denomina orogenia Tacónica al primer episodio de formación de montañas que dio lugar a la formación de los Montes Apalaches. Su nombre proviene de las Montañas Tacónicas, una cordillera que forma parte de los Apalaches y que se encuentra al este del río Hudson. La orogenia se produjo por la colisión entre la parte este de lo que hoy es América del Norte y un terrano. Consta de tres episodios, todos ellos acontecidos en el Ordovícico:
- en el Ordovícico inferior, afectando a lo que actualmente es Maine y Terranova y Labrador;
- en el Ordovícico medio, afectando a la parte este de Tennessee;
- en el Ordovícico superior, afectando a Nueva York, Pensilvania y la parte este de Virginia.